# Echipa națională de fotbal a Libanului
Echipa națională de fotbal a Libanului reprezintă Libanul în fotbalul internațional și este controlată de Federația Libaneză de Fotbal. S-a calificat o singură Cupă a Asiei, ediția din 2000.

## Participări

### Campionatul Mondial
| Campionatul Mondial | Campionatul Mondial | Campionatul Mondial | Campionatul Mondial | Campionatul Mondial | Campionatul Mondial | Campionatul Mondial | Campionatul Mondial | Campionatul Mondial |    | Calificări la Campionatul Mondial | Calificări la Campionatul Mondial | Calificări la Campionatul Mondial | Calificări la Campionatul Mondial | Calificări la Campionatul Mondial | Calificări la Campionatul Mondial |
| An                  | Rundă               | Loc                 | M                   | V                   | E                   | Î                   | GM                  | GP                  | G+ | V                                 | E                                 | Î                                 | GM                                | GP                                |                                   |
| ------------------- | ------------------- | ------------------- | ------------------- | ------------------- | ------------------- | ------------------- | ------------------- | ------------------- | -- | --------------------------------- | --------------------------------- | --------------------------------- | --------------------------------- | --------------------------------- | --------------------------------- |
| 1930 to 1990        | Did not enter       | -                   | -                   | -                   | -                   | -                   | -                   | -                   |    |                                   |                                   |                                   |                                   |                                   |                                   |
| 1994                | nu s-a calificat    | -                   | -                   | -                   | -                   | -                   | -                   | -                   | 8  | 2                                 | 4                                 | 2                                 | 8                                 | 9                                 |                                   |
| 1998                | nu s-a calificat    | -                   | -                   | -                   | -                   | -                   | -                   | -                   | 4  | 1                                 | 1                                 | 2                                 | 4                                 | 7                                 |                                   |
| 2002                | nu s-a calificat    | -                   | -                   | -                   | -                   | -                   | -                   | -                   | 6  | 4                                 | 1                                 | 1                                 | 26                                | 5                                 |                                   |
| 2006                | nu s-a calificat    | -                   | -                   | -                   | -                   | -                   | -                   | -                   | 6  | 3                                 | 2                                 | 1                                 | 11                                | 5                                 |                                   |
| 2010                | nu s-a calificat    | -                   | -                   | -                   | -                   | -                   | -                   | -                   | 8  | 1                                 | 1                                 | 6                                 | 9                                 | 17                                |                                   |
| 2014                | Se joaca            | -                   | -                   | -                   | -                   | -                   | -                   | -                   |    |                                   |                                   |                                   |                                   |                                   |                                   |
| Total               | -                   |                     | -                   | -                   | -                   | -                   | -                   | -                   | 32 | 11                                | 9                                 | 12                                | 58                                | 43                                |                                   |

### Cupa Asiei
| Cupa Asiei        | Cupa Asiei       | Cupa Asiei | Cupa Asiei | Cupa Asiei | Cupa Asiei | Cupa Asiei | Cupa Asiei | Cupa Asiei |    | Calificări la Cupa Asiei | Calificări la Cupa Asiei | Calificări la Cupa Asiei | Calificări la Cupa Asiei | Calificări la Cupa Asiei | Calificări la Cupa Asiei |
| An                | Rundă            | Loc        | M          | V          | E          | Î          | GM         | GP         | G+ | V                        | E                        | Î                        | GM                       | GP                       |                          |
| ----------------- | ---------------- | ---------- | ---------- | ---------- | ---------- | ---------- | ---------- | ---------- | -- | ------------------------ | ------------------------ | ------------------------ | ------------------------ | ------------------------ | ------------------------ |
| 1956 până în 1968 | nu a participat  | -          | -          | -          | -          | -          | -          | -          | -  | -                        | -                        | -                        | -                        | -                        |                          |
| 1972              | nu s-a calificat | -          | -          | -          | -          | -          | -          | -          | 4  | 2                        | 0                        | 2                        | 6                        | 7                        |                          |
| 1976              | s-a retras       | -          | -          | -          | -          | -          | -          | -          | -  | -                        | -                        | -                        | -                        | -                        |                          |
| 1980              | nu s-a calificat | -          | -          | -          | -          | -          | -          | -          | 3  | 1                        | 1                        | 1                        | 2                        | 1                        |                          |
| 1984              | s-a retras       | -          | -          | -          | -          | -          | -          | -          | -  | -                        | -                        | -                        | -                        | -                        |                          |
| 1988 până în 1992 | nu a participat  | -          | -          | -          | -          | -          | -          | -          | -  | -                        | -                        | -                        | -                        | -                        |                          |
| 1996              | nu s-a calificat | -          | -          | -          | -          | -          | -          | -          | 4  | 2                        | 1                        | 1                        | 7                        | 6                        |                          |
| 2000              | Group Stage      | -          | 3          | 0          | 2          | 1          | 3          | 7          | -  | -                        | -                        | -                        | -                        | -                        |                          |
| 2004              | nu s-a calificat | -          | -          | -          | -          | -          | -          | -          | 6  | 1                        | 1                        | 4                        | 2                        | 8                        |                          |
| 2007              | nu s-a calificat | -          | -          | -          | -          | -          | -          | -          | -  | -                        | -                        | -                        | -                        | -                        |                          |
| 2011              | nu s-a calificat | -          | -          | -          | -          | -          | -          | -          | 8  | 2                        | 1                        | 5                        | 8                        | 14                       |                          |
| Total             | Grupe            |            | 3          | 0          | 2          | 1          | 3          | 7          | 25 | 8                        | 4                        | 13                       | 25                       | 36                       |                          |

## Cupa Națiunilor Arabe
| An    | Rundă            | V | E | Î | GM | GP |
| ----- | ---------------- | - | - | - | -- | -- |
| 1963  | Locul trei       | 2 | 0 | 2 | 9  | 7  |
| 1964  | Locul patru      | 5 | 1 | 0 | 9  | 2  |
| 1966  | "Locul patru"    | 3 | 1 | 2 | 11 | 10 |
| 1985  | nu s-a calificat | - | - | - | -  | -  |
| 1988  | Prima rundă      | 1 | 2 | 1 | 2  | 4  |
| 1992  | Sferturi         | 2 | 0 | 2 | 9  | 7  |
| 1998  | Locul trei       | 4 | 0 | 2 | 9  | 7  |
| 2002  | Prima rundă      | 1 | 2 | 0 | 5  | 7  |
| Total | 6/8              | 8 | 7 | 8 | 32 | 37 |

## Meciuri internaționale
| Adversar              | Meciuri | Victorii | Egaluri | Înfrângeri | Goluri pentru | Goluri împotrivă |
| --------------------- | ------- | -------- | ------- | ---------- | ------------- | ---------------- |
| Siria                 | 17      | 2        | 3       | 12         | 14            | 32               |
| Bulgaria              | 1       | 0        | 0       | 1          | 2             | 3                |
| Ungaria               | 1       | 0        | 0       | 1          | 1             | 4                |
| Arabia Saudită        | 8       | 2        | 2       | 4          | 13            | 14               |
| Iordania              | 22      | 6        | 10      | 6          | 26            | 20               |
| Maroc                 | 4       | 4        | 0       | 0          | 12            | 1                |
| Tunisia               | 3       | 1        | 1       | 1          | 3             | 3                |
| Kuweit                | 18      | 4        | 5       | 9          | 21            | 36               |
| Egipt                 | 5       | 0        | 1       | 4          | 1             | 14               |
| Libia                 | 4       | 2        | 0       | 2          | 6             | 9                |
| Irak                  | 13      | 2        | 5       | 6          | 4             | 17               |
| Cipru                 | 2       | 1        | 0       | 1          | 1             | 2                |
| Bahrain               | 11      | 3        | 4       | 4          | 19            | 17               |
| Coreea de Sud         | 5       | 0        | 1       | 4          | 1             | 7                |
| Emiratele Arabe Unite | 7       | 0        | 3       | 4          | 4             | 9                |
| Uganda                | 1       | 0        | 0       | 1          | 0             | 2                |
| India                 | 5       | 3        | 2       | 0          | 11            | 6                |
| Hong Kong             | 2       | 1        | 1       | 0          | 4             | 3                |
| Kazahstan             | 2       | 2        | 0       | 0          | 5             | 1                |
| Ecuador               | 1       | 1        | 0       | 0          | 1             | 0                |
| Turkmenistan          | 2       | 2        | 0       | 0          | 4             | 1                |
| Oman                  | 7       | 2        | 2       | 3          | 9             | 8                |
| Noua Zeelandă         | 1       | 0        | 1       | 0          | 1             | 1                |
| Iran                  | 7       | 0        | 1       | 6          | 1             | 18               |
| Georgia               | 2       | 2        | 0       | 0          | 7             | 4                |
| Algeria               | 1       | 0        | 1       | 0          | 1             | 1                |
| Estonia               | 1       | 1        | 0       | 0          | 2             | 0                |
| Singapore             | 4       | 1        | 1       | 2          | 4             | 6                |
| Palestina             | 1       | 1        | 0       | 0          | 3             | 1                |
| Armenia               | 1       | 0        | 0       | 1          | 0             | 1                |
| Sudan                 | 2       | 0        | 2       | 0          | 1             | 1                |
| China                 | 5       | 0        | 1       | 4          | 1             | 13               |
| Cambodgia             | 1       | 1        | 0       | 0          | 5             | 1                |
| Qatar                 | 3       | 0        | 0       | 3          | 2             | 7                |
| Thailanda             | 5       | 0        | 2       | 3          | 5             | 8                |
| Malta                 | 2       | 0        | 1       | 1          | 0             | 1                |
| Coreea de Nord        | 4       | 3        | 1       | 0          | 4             | 1                |
| Kârgâzstan            | 2       | 1        | 1       | 0          | 3             | 1                |
| Filipine              | 1       | 1        | 0       | 0          | 3             | 0                |
| Pakistan              | 2       | 2        | 0       | 0          | 14            | 1                |
| Sri Lanka             | 3       | 2        | 0       | 1          | 12            | 4                |
| Yemen                 | 1       | 1        | 0       | 0          | 4             | 2                |
| Vietnam               | 4       | 1        | 2       | 1          | 4             | 4                |
| Maldive               | 4       | 4        | 0       | 4          | 14            | 3                |
| Mauritania            | 1       | 0        | 1       | 0          | 0             | 0                |
| Somalia               | 1       | 1        | 0       | 0          | 4             | 0                |
| Uzbekistan            | 2       | 0        | 0       | 2          | 0             | 4                |
| Namibia               | 1       | 0        | 1       | 0          | 1             | 1                |
| 48 de țări            | 201     | 56       | 56      | 89         | 244           | 299              |